# Шондорф ам Амерзе
Шондорф ам Амерзе (њем. Schondorf am Ammersee) општина је у њемачкој савезној држави Баварска. Једно је од 31 општинског средишта округа Ландсберг ам Лех. Према процјени из 2010. у општини је живјело 3.913 становника. Посједује регионалну шифру (AGS) 9181139.

## Географски и демографски подаци
Шондорф ам Амерзе се налази у савезној држави Баварска у округу Ландсберг ам Лех. Општина се налази на надморској висини од 565 метара. Површина општине износи 6,6 km². У самом мјесту је, према процјени из 2010. године, живјело 3.913 становника. Просјечна густина становништва износи 593 становника/km².